# Стол-тумба
Стол-ту́мба — складное мебельное изделие, в разложенном виде, выполняющее функции стола, в сложенном виде напоминающее тумбу. Также в быту называется «столом-книгой» за то, что складывается как книга.
Стол компактен в сложенном виде, что позволяет эффективно использовать пространство небольших помещений и малогабаритных жилищ.
Для большей функциональности может быть оборудован внутренними полками. Стол-тумба может применяться в качестве письменного, обеденного и рабочего стола, а также как тумба для хранения различных предметов на крышке и внутренних полках.

## История
Впервые подобные предметы мебели появились в Англии приблизительно в XVI или XVII веке и делались обычно из дуба. Столешница такого стола состояла как бы из трёх частей: центральная была неподвижной, тогда как боковые — откидными. Их можно было не только выдвигать, но и задвигать обратно, когда они не были нужны, а также переводить в вертикальное положение. Откидные части поддерживались ножками, соединёнными между собой вверху и внизу горизонтальными элементами, представляя собой «конструкцию» наподобие ворот. У больших столов-тумб эти откидные части имели большие боковые опоры, чтобы обеспечить возможность людям свободнее расположить ноги в центральной части под столом.
В конце XVIII века появилось несколько вариантов стола-тумбы, в том числе не только в Великобритании, но и в североамериканских колониях. Кроме того, в третьей четверти века в Англии стал популярен стол-тумба с «паучьими ногами», у которого ножки откидных частей столешницы были очень тонкими.